# 電波航法

ナビゲーションシステムの精度

電波航法（でんぱこうほう radio navigation）は電波を利用した航法のこと。既知の位置にある無線施設からの電波発信により自位置を測定することまたはその技術・装置・システムを指す。電波の到達性が優れていることから、光や音を用いた航法より広範囲で利用でき、悪天候時にも優位である。夜間も利用できる点で地文航法よりも優れている。無線航法とも呼ばれる。かつては、機材が大型であったことから、航空機・船舶中心の利用であったが、グローバル・ポジショニング・システム（GPS）等の発達とともに、車両・人物の航法にも用いられるようになっている。

## 概要
電波は到達性に優れ、比較的精度の高い測定が容易であるという特徴を持つ。全天候性にも優れていることから、電子技術の発達ともに航法にも利用することが始められた。まず、既知の電波源（ビーコン）の方向測定を基に、三角測量の要領で自位置を測定することから始められた。計時技術が向上してからは電波の位相差・到達時刻差を利用した航法も用いられるようになった。自機のレーダーにより、周囲の地文を確認し、自位置を測定することも電波航法に含まれる場合がある。
実用化が開始されたのは第二次世界大戦中のことである。ドイツ空軍はクニッケバインにより爆撃機を誘導し、イギリス空軍もジーやオーボエなどのシステムを開発した。第二次世界大戦後は発達が進み、目的・精度に合わせて、LORANやオメガ航法が開発されている。
衛星測位システムも開発され、GPSが1980年代に完全実用化された。GPSは民間開放されると携帯が可能なほど器材の小型化が進み、人物の航法にも用いられるようになった。

## 主な電波航法

### 主として船舶向け
- オメガ航法
- デッカ航法
- LORAN
- アルファ航法

### 主として航空機向け
- 戦術航法装置(TACAN)
- 超短波全方向式無線標識(VOR)
- 距離測定装置(DME)
- 無指向性無線標識(NDB)

#### 航空機着陸支援
- 計器着陸装置(ILS)
- マイクロ波着陸装置(MLS)

### 衛星測位システム
- 衛星測位システム（GNSS）
  -  GPS
  -  GLONASS
  -  ガリレオ
  -  北斗衛星導航系統